# Kloster Santa Maria de l’Estany

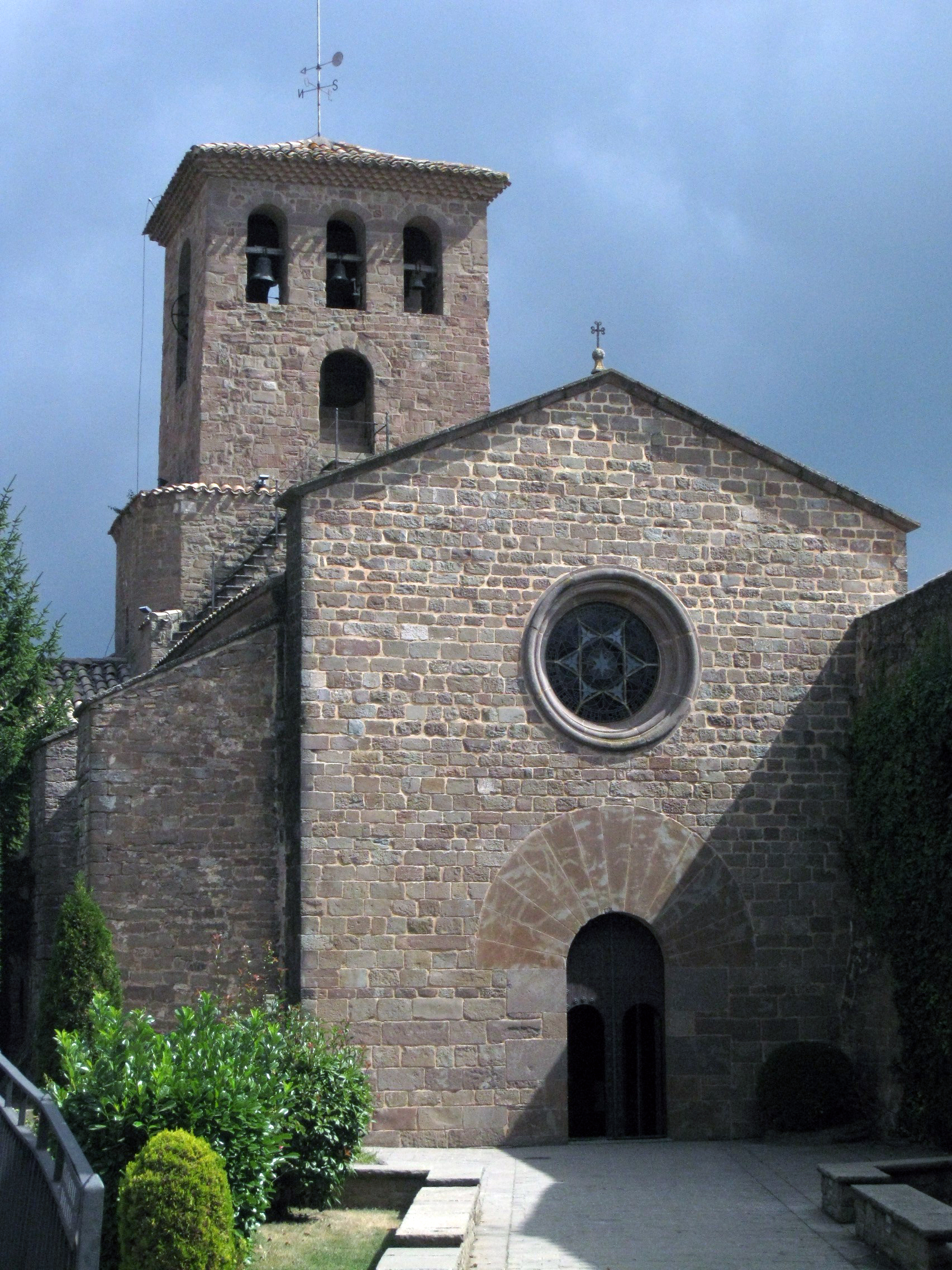
Westfassade und Vierungsturm

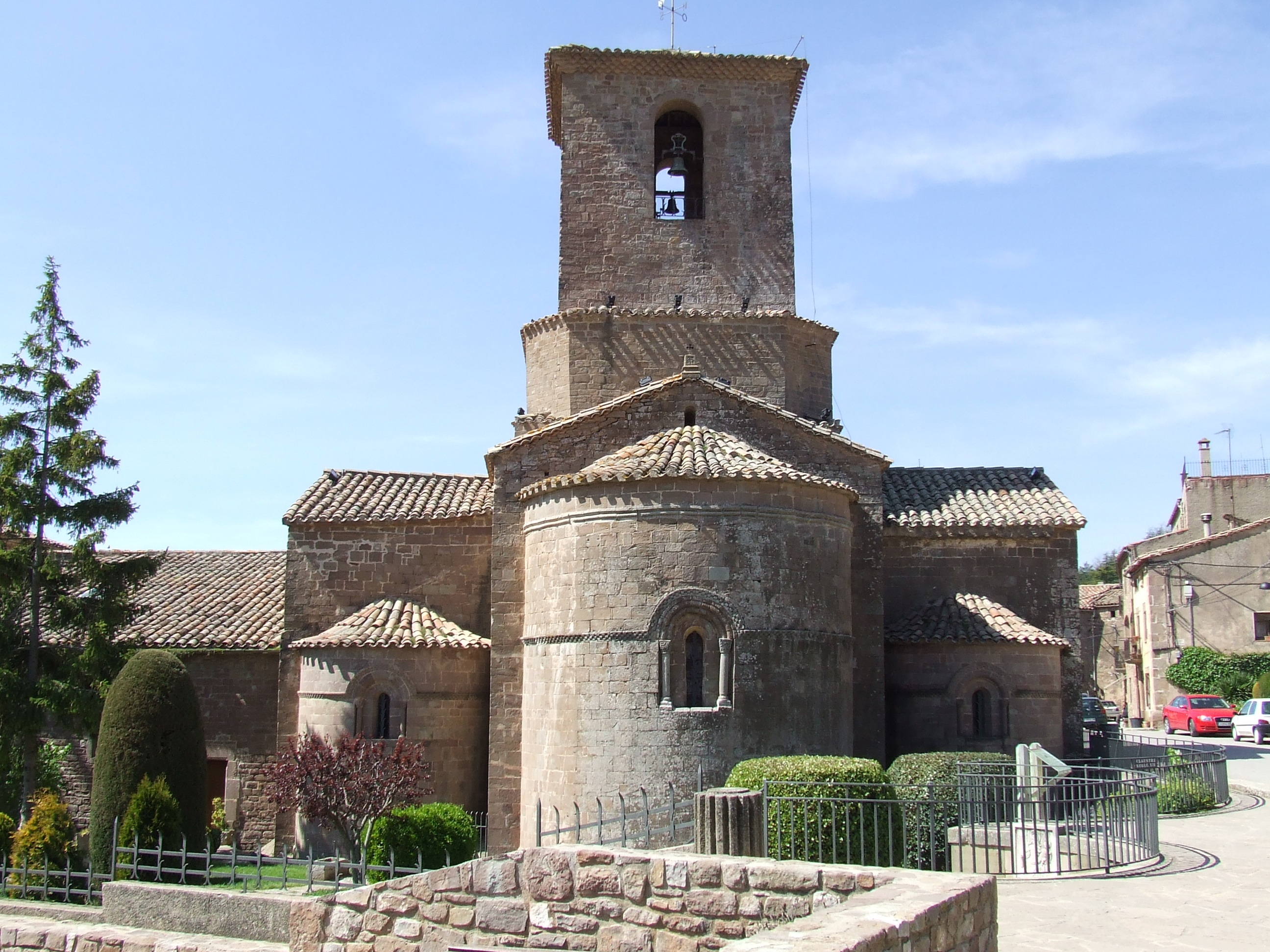
Chorhaupt

Das Kloster Santa Maria de l’Estany ist ein ehemaliges Augustiner-Chorherrenstift in L’Estany, einer Gemeinde in der Provinz Barcelona der spanischen Autonomen Gemeinschaft Katalonien. Die Kirche stammt zum großen Teil aus dem 12. Jahrhundert. Von besonderer Bedeutung ist der vollständig erhaltene romanische Kreuzgang, der im 12. und 13. Jahrhundert errichtet wurde. Im Jahr 1931 wurde das der Jungfrau Maria geweihte Kloster zum Bé Cultural d’Interès Nacional (BCIN) (Kulturgut von nationaler Bedeutung) erklärt.

## Geschichte
Bereits in der Mitte des 10. Jahrhunderts gab es, wohl an der Stelle der heutigen Klostergebäude, eine Kirche in Estany. Die erste schriftliche Erwähnung des Klosters datiert aus dem Jahr 1080, als der Bischof von Vic, Sunifred de Lluçà (1078–1099), dort Augustiner-Chorherren aus der Kathedrale von Vic ansiedelte. Das Kloster, ausgestattet mit reichen Schenkungen und Ländereien in den heutigen Comarcas Bages und Osona, gelangte zu Macht und Einfluss und gründete oder reformierte andere Klöster in der Umgebung. Im Jahr 1110 wurde es erstmals als Abtei bezeichnet. Dies war vermutlich der Anlass für den Bau der heutigen Kirche, deren Weihe im Jahr 1133 stattfand. In den folgenden Jahren wurde der Kreuzgang errichtet, der allerdings erst im 13. Jahrhundert vollendet wurde. Im Jahr 1264 wurde die Erhebung zur Abtei bestätigt.
Bereits im 14. Jahrhundert setzte der Niedergang ein und es begann der Verfall der Klostergebäude. Im Jahr 1448 verursachte ein Erdbeben größere Schäden und zerstörte teilweise die Kirche. Ab 1467 wurde das Kloster Kommendataräbten unterstellt. 1592 wurde es in ein Stift für Säkularkanoniker umgewandelt und 1775 aufgelöst. Die Kirche diente danach als Pfarrkirche für den Ort, der in der Umgebung des Klosters entstanden war. Der Name Estany erinnert an einen See oder Teich, der 1554 von den Augustinermönchen trockengelegt wurde.
In den Jahren von 1966 bis 1970 wurden umfassende Restaurierungsmaßnahmen durchgeführt. In den Jahren 1981 bis 1983 wurde der Kreuzgang restauriert. Im Jahr 1984 errichtete man ein zweites Stockwerk im Kreuzgang.

## Kirche

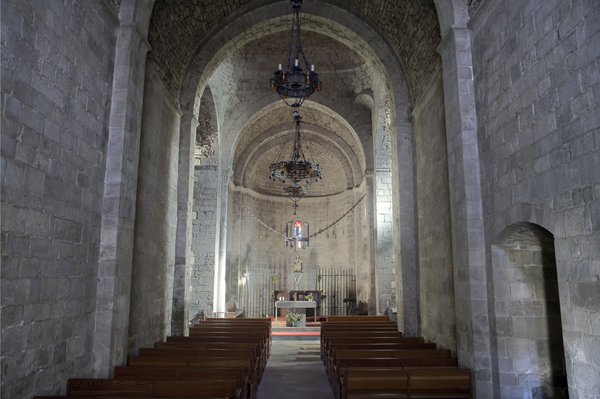
Langhaus der Kirche

Von der Kirche des 12. Jahrhunderts ist das einschiffige Langhaus und die Apsis erhalten, in deren Mitte sich ein von Archivolten und schlanken Säulen mit Kapitellen gerahmtes Rundbogenfenster öffnet. An der Apsis verläuft unter dem Dachansatz ein Gesims aus einer doppelten Reihe von Rundstäben. Auf halber Höhe der Außenmauer zieht sich ein Schachbrettfries, der oben um die Apsisfenster herumführt, über alle drei Apsiden. Die beiden Apsiden an den Querschiffarmen sind Rekonstruktionen aus der Zeit der Restaurierung in den 1960er Jahren. Der Glockenturm und die Kuppel über der Vierung wurden nach mehreren Erdbeben im 15. Jahrhundert wieder aufgebaut.
An der Westfassade öffnet sich das Portal, das von schmucklosen Wölbsteinen eingefasst ist. Über dem Portal ist ein großes Rundfenster eingeschnitten. An der Südseite führt ein gotisches Portal in den Kreuzgang.

## Kreuzgang

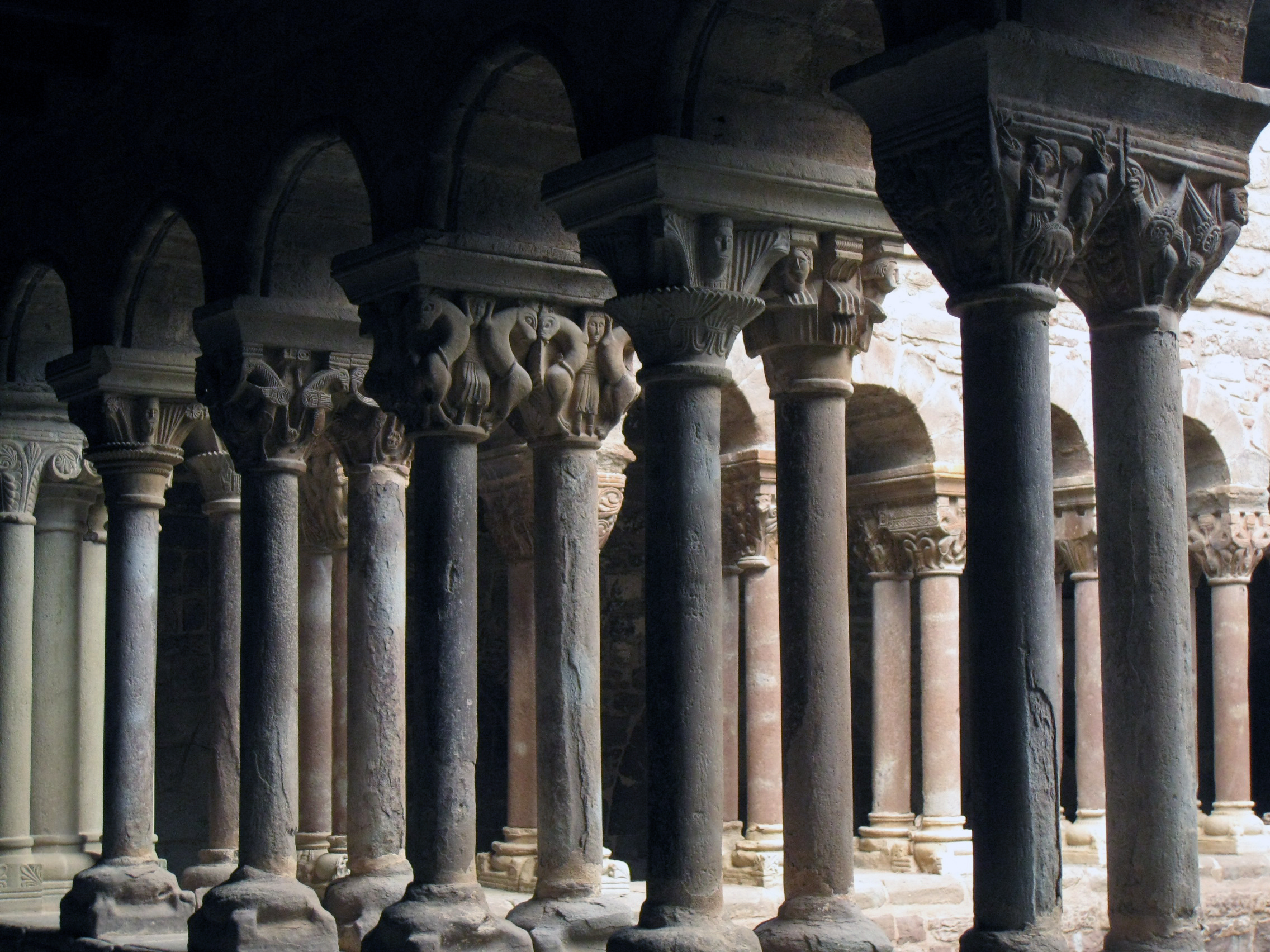
Kapitelle und Doppelsäulen des Kreuzganges

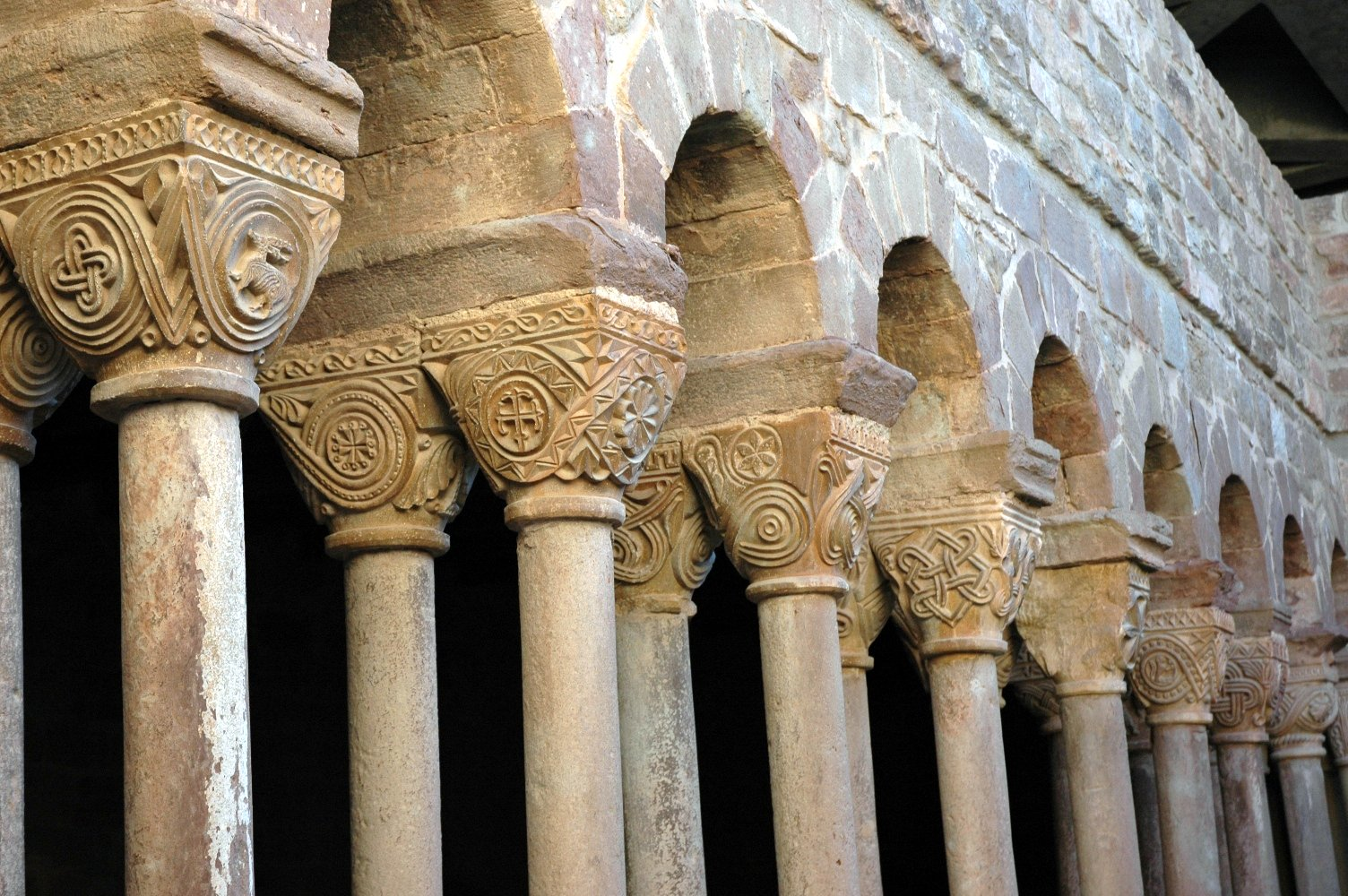
Kapitelle und Doppelsäulen des Kreuzganges

Der Kreuzgang bildet ein Quadrat mit einer Seitenlänge von zehn Metern. Jede Galerie besteht aus zehn Rundbogenarkaden, die von neun Doppelsäulen getragen werden. Die Ecken sind mit jeweils fünf Säulen besetzt. Die Säulen stehen auf einem ungewöhnlich hohen Sockel und sind mit aufwändig skulptierten, pyramidenstumpfförmigen Kapitellen verziert. Die insgesamt 72 Kapitelle werden verschiedenen Werkstätten zugeschrieben.

### Nordgalerie
Die Nordgalerie wurde ab der Mitte des 12. Jahrhunderts errichtet, ihre Kapitelle sind die ältesten. Der Skulpturenschmuck ist Themen des Alten und Neuen Testamentes gewidmet. Adam und Eva und der Sündenfall sind zu erkennen, auch werden die Verkündigung und die Heimsuchung Marias, Episoden aus der Kindheit Jesu, die Taufe Jesu im Jordan, die Hochzeit zu Kana, die Versuchung Jesu und Szenen aus der Leidensgeschichte dargestellt.

### Westgalerie
Die Kapitelle des Westflügels weisen ornamentale Motive, Palmetten und Blattwerk, Tiere und Fabelwesen auf. Vereinzelt sind auch Personen dargestellt sowie eine Wildschwein- und eine Falkenjagd und der Kampf mit einem Bären.

### Ostgalerie
Auf den Kapitellen der Ostgalerie sind neben Palmetten und anderem Blattwerk ein junges Mädchen, das sich kämmt, zu erkennen sowie ein Liebespaar, das sich umarmt, eine Hochzeit, ein Mann, der auf einer Rebec, einem lautenähnlichen Instrument, spielt, eine Frau, die tanzt und dazu Kastagnetten schlägt. Auf anderen Kapitellen sieht man Löwen, Greifen, Vögel und einen Ochsen, der ebenfalls auf einer Rebec spielt. Auf einem Kapitell ist die Verkündigungsszene dargestellt, ein anderes ist mit einer Pantokratordarstellung versehen.

### Südgalerie
Ein Kapitell der südlichen Galerie trägt die Darstellung von zwei Personen, die einen Hasen halten. Ein anderes ist mit einem Medaillon geschmückt, in dessen Mitte ein Ritter auf einem Pferd und das Wappen aus dem Haus Folch de Cardona zu erkennen ist.

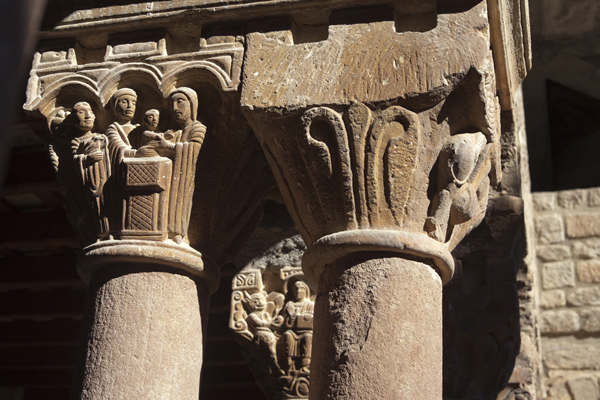
Kapitell (links) mit der Präsentation Jesu im Tempel
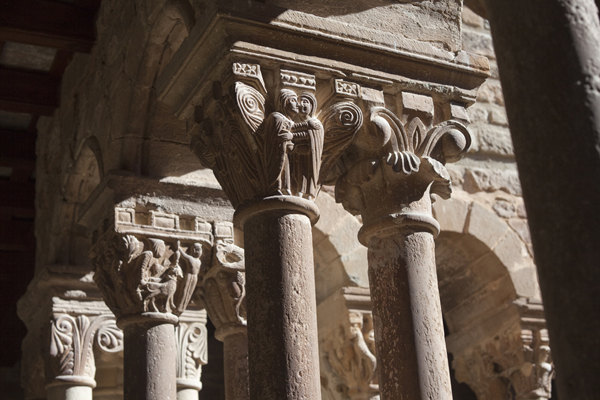
Kapitell im Vordergrund mit der Darstellung der Heimsuchung
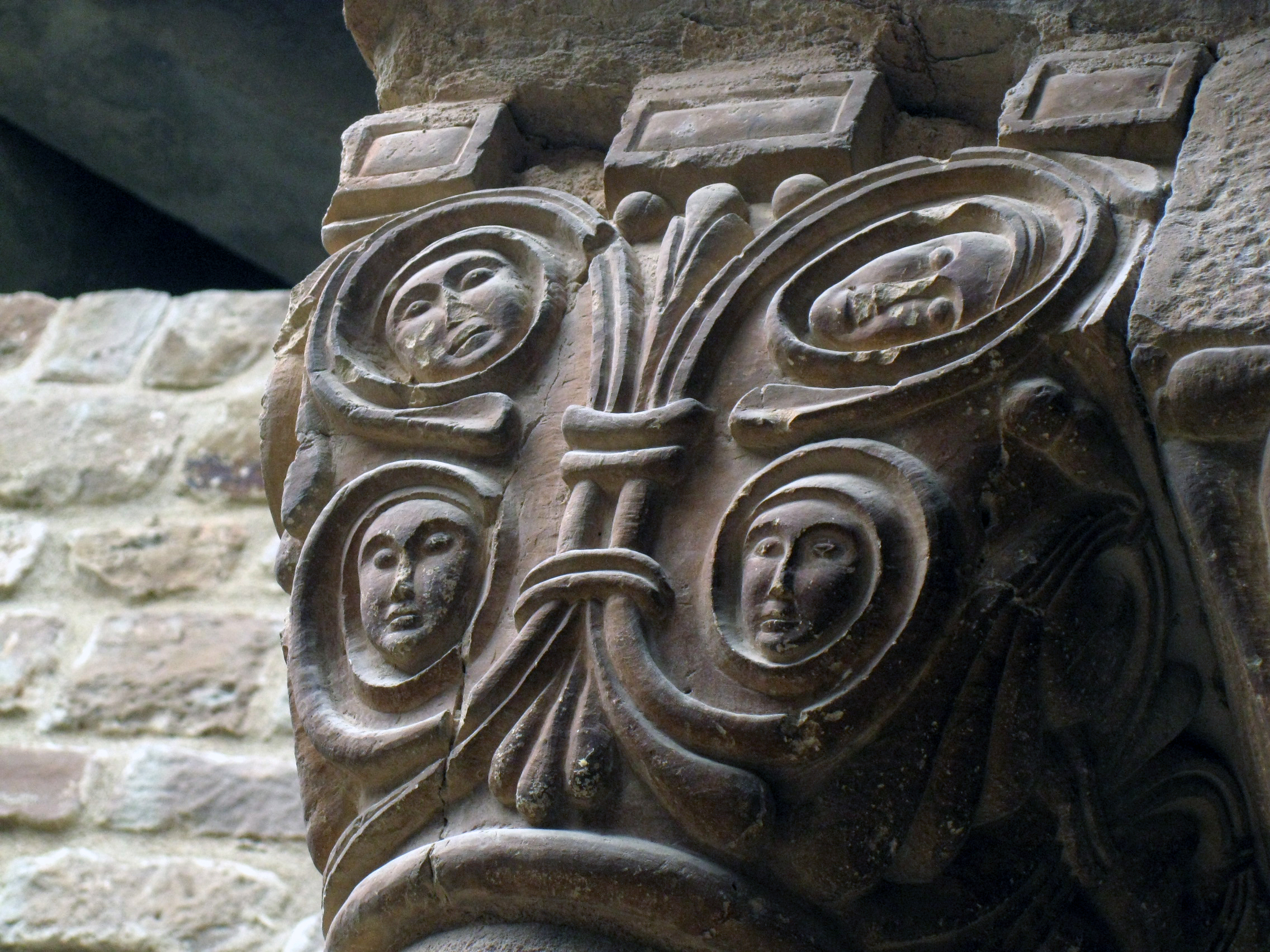
Kapitell mit ornamentalem Motiv und Köpfen
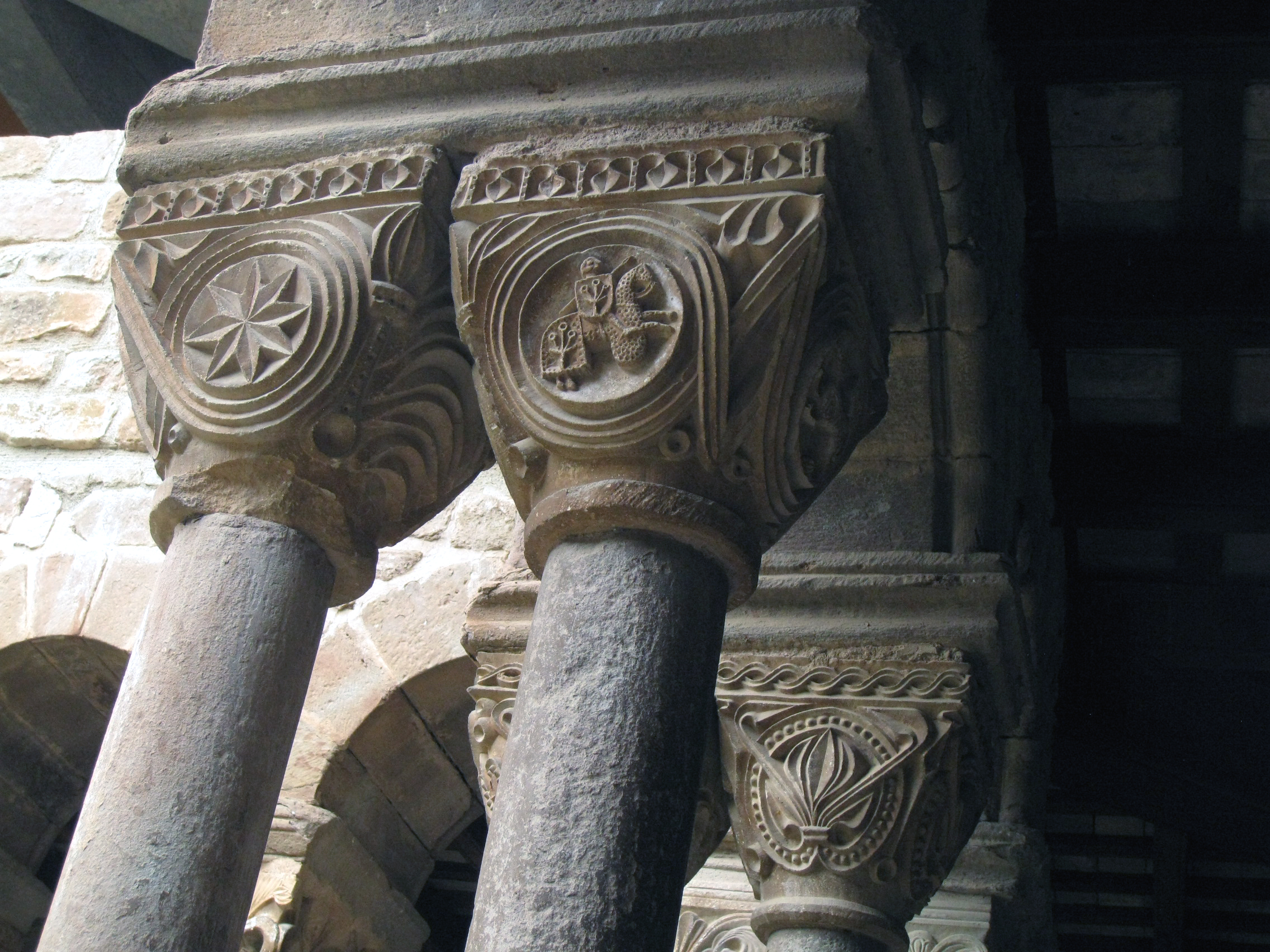
Kapitelle mit ornamentalen Motiven, rechts vorne ein Ritter mit dem Wappen des Hauses Folch de Cardona